# 波夫尔
波夫尔（法語：Pauvres，法語發音：[povʁ]）是法国大東部大區阿登省的一个市镇，属于武济耶区。

## 地理
波夫尔（49°24'39"N, 4°29'31"E）面积12.64 平方千米，位于法国大東部大區阿登省，该省份为法国北部内陆省份，西接埃纳省，南至马恩省，东临默兹省，北与比利时接壤。
与波夫尔接壤的市镇（或旧市镇、城区）包括：库洛姆和马尔克尼、德里库尔、梅尼勒阿内勒、蒙圣雷米、索尔斯尚珀努瓦斯、沃香槟、勒图尔讷河畔维尔。

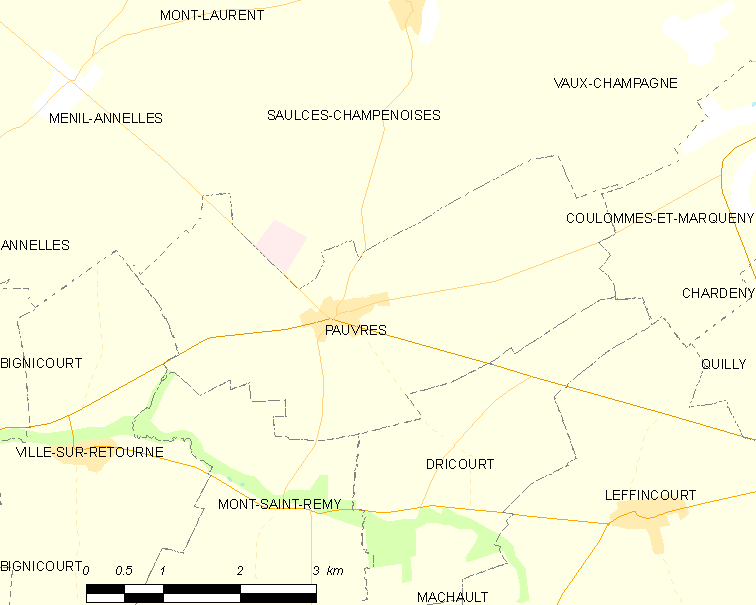
波夫尔的OSM定位图

波夫尔的时区为UTC+01:00、UTC+02:00（夏令时）。

## 行政
波夫尔的邮政编码为08310，INSEE市镇编码为08338。

## 政治
波夫尔所属的省级选区为阿蒂尼县。

## 人口

1962-2008年间波夫尔人口变化图示

波夫尔于2022年1月1日时的人口数量为198人。